# Lechriolepis tapiae
Lechriolepis tapiae is een vlinder uit de familie spinners (Lasiocampidae). De wetenschappelijke naam van deze soort is voor het eerst geldig gepubliceerd in 1969 door De Lajonquière.
De soort komt voor in tropisch Afrika.